# Rudi Assauer
Rudi Assauer (30. dubna 1944 Sulzbach - 6. únor 2019 Herten) byl německý fotbalista, obránce.

## Fotbalová kariéra
V německé bundeslize hrál za Borussii Dortmund a Werder Brémy, nastoupil ve 307 ligových utkáních a dal 12 gólů. V roce 1963 získal s Borussií mistrovský titul a v roce 1965 vítězství v německém fotbalovém poháru. V Poháru vítězů pohárů nastoupil v 7 utkáních a ve Veletržním poháru nastoupil v 1 utkání. V roce 1966 vyhrál s Borussií Dortmund Pohár vítězů pohárů.

## Ligová bilance
| Ročník                                 | Zápasy | Góly | Klub              |
| -------------------------------------- | ------ | ---- | ----------------- |
| Německá fotbalová Bundesliga 1964/1965 | 16     | 1    | Borussia Dortmund |
| Německá fotbalová Bundesliga 1965/1966 | 18     | 0    | Borussia Dortmund |
| Německá fotbalová Bundesliga 1966/1967 | 23     | 1    | Borussia Dortmund |
| Německá fotbalová Bundesliga 1967/1968 | 24     | 5    | Borussia Dortmund |
| Německá fotbalová Bundesliga 1968/1969 | 18     | 1    | Borussia Dortmund |
| Německá fotbalová Bundesliga 1969/1970 | 20     | 0    | Borussia Dortmund |
| Německá fotbalová Bundesliga 1970/1971 | 31     | 1    | Werder Brémy      |
| Německá fotbalová Bundesliga 1971/1972 | 32     | 0    | Werder Brémy      |
| Německá fotbalová Bundesliga 1972/1973 | 34     | 0    | Werder Brémy      |
| Německá fotbalová Bundesliga 1973/1974 | 34     | 2    | Werder Brémy      |
| Německá fotbalová Bundesliga 1974/1975 | 34     | 1    | Werder Brémy      |
| Německá fotbalová Bundesliga 1975/1976 | 23     | 0    | Werder Brémy      |
| CELKEM Německá fotbalová Bundesliga    | 307    | 12   |                   |